# Distretto di Muping
Il distretto di Muping (牟平区S, Mùpíng QūP) è un distretto della Cina, situato nella provincia dello Shandong e amministrato dalla prefettura di Yantai.